# Helmut Ettl
 (mai 2021).
La mise en forme du texte ne suit pas les recommandations de Wikipédia : il faut le « wikifier ».
Les points d'amélioration suivants sont les cas les plus fréquents :
- Les titres sont pré-formatés par le logiciel. Ils ne sont ni en capitales, ni en gras.
- Le texte ne doit pas être écrit en capitales (les noms de famille non plus), ni en gras, ni en italique, ni en « petit »…
- Le gras n'est utilisé que pour surligner le titre de l'article dans l'introduction, une seule fois.
- L'italique est rarement utilisé : mots en langue étrangère, titres d'œuvres, noms de bateaux, etc.
- Les citations ne sont pas en italique mais en corps de texte normal. Elles sont entourées par des guillemets français : « et ».
- Les listes à puces sont à éviter, des paragraphes rédigés étant largement préférés. Les tableaux sont à réserver à la présentation de données structurées (résultats, etc.).
- Les appels de note de bas de page (petits chiffres en exposant, introduits par l'outil «  Source ») sont à placer entre la fin de phrase et le point final[comme ça].
- Les liens internes (vers d'autres articles de Wikipédia) sont à choisir avec parcimonie. Créez des liens vers des articles approfondissant le sujet. Les termes génériques sans rapport avec le sujet sont à éviter, ainsi que les répétitions de liens vers un même terme.
- Les liens externes sont à placer uniquement dans une section « Liens externes », à la fin de l'article. Ces liens sont à choisir avec parcimonie suivant les règles définies. Si un lien sert de source à l'article, son insertion dans le texte est à faire par les notes de bas de page.
- La présentation des références doit suivre les conventions bibliographiques. Il est recommandé d'utiliser les modèles {{Ouvrage}}, {{Chapitre}}, {{Article}}, {{Lien web}} et/ou {{Bibliographie}}. Le mode d'édition visuel peut mettre en forme automatiquement les références.
- Insérer une infobox (cadre d'informations à droite) n'est pas obligatoire pour parachever la mise en page.

Pour une aide détaillée, merci de consulter Aide:Wikification.
Si vous pensez que ces points ont été résolus, vous pouvez retirer ce bandeau et améliorer la mise en forme d'un autre article.
 (juillet 2021).
Helmut Ettl (né le 23 août 1965 à Linz) est un économiste autrichien et spécialiste européen de la banque et de la finance.
Helmut Ettl a grandi à Linz. Dans sa jeunesse, Ettl était très actif dans la jeunesse socialiste autrichienne et dans le mouvement étudiant. Il est également porte-parole de l'école et de l'école publique. Il a été cofondateur du Linz Kapu Kulturzentrum (un centre de musique indépendante et de musique punk). Helmut Ettl est diplômé de l'Université Johannes Kepler de Linz avec un diplôme en économie.
En 1995, il a rejoint la Oesterreichische Nationalbank dans le département d'analyse du développement économique à l'étranger avec un accent sur l'analyse du développement économique en Europe occidentale. Il est nommé Directeur Adjoint en 2000 et Directeur Adjoint du Département d'Analyse et d'Audit Bancaire l'année suivante. Après des séjours au Fonds monétaire international à Washington et à la Commission européenne à Bruxelles, il est diplômé de la London School of Economics. En 2003, il a été nommé responsable de l'analyse et de l'audit bancaires,.
Depuis 2008 et depuis les extensions de 2013 et 2017, Ettl est directeur de l'Autorité autrichienne des marchés financiers (FMA), depuis 2011 membre du conseil de surveillance de l'Autorité bancaire européenne (ABE) et membre de la Commission européenne Comité des responsables du risque systémique (CERS). Depuis 2014, il est membre du conseil de surveillance du contrôle bancaire (MSU) de la Banque centrale européenne (BCE),.